# Franz Heussner
Franz Heußner (* 1842 in Hersfeld; Todesdatum unbekannt) war ein deutscher Architekt.

## Leben und Werk
Franz Heußner studierte ab 1872 Architektur an der Polytechnischen Schule zu Hannover. Unter anderem dort errichtete er beispielsweise folgende Gebäude:
- 1889:
  - Wohnhaus Heinrichstraße 22;
  - Wohnhaus Bödekerstraße 96;
  - Wohnhaus Hohenzollernstraße 14
- 1895: Tivoli (Königshalle), Königstraße 1.[1]